# Clausicella solennis
Clausicella solennis är en tvåvingeart som beskrevs av Richter 1999. Clausicella solennis ingår i släktet Clausicella och familjen parasitflugor. Inga underarter finns listade i Catalogue of Life.